# Idaea maurusi
Idaea maurusi är en fjärilsart som beskrevs av Bang-haas 1927. Idaea maurusi ingår i släktet Idaea och familjen mätare. Inga underarter finns listade i Catalogue of Life.